# Gyógypedagógiai gerontológia
A gyógypedagógiai gerontológia napjainkban kialakuló tudományterület, melynek tárgyát az idős népesség élethelyzetét gyógypedagógiai eszközökkel segítő gyakorlati tevékenység és az ezzel kapcsolatos új ismeretek megszerzése alkotja.
Az öregedéssel gyakran együtt járó hátrányos helyzetet (egészségi állapot, szociális körülmények romlása, szociális szerep megváltozása) elsősorban orvosi-biológiai, szociálpszichológiai szempontból vizsgálták ez ideig; legújabban a gyógypedagógia is felismert e téren feladatokat, különösen az idős fogyatékos emberek megsegítése céljából.